# دوغ ريتشارد
دوغ ريتشارد (بالإنجليزية: Doug Richard)‏ هو رائد أعمال وشخصية أعمال أمريكي، ولد في 6 مايو 1958 في كاليفورنيا في الولايات المتحدة.